# Mount Beerwah
Mount Beerwah är ett berg i Australien. Det ligger i regionen Sunshine Coast och delstaten Queensland, omkring 65 kilometer norr om delstatshuvudstaden Brisbane. Toppen på Mount Beerwah är 556 meter över havet, eller 401 meter över den omgivande terrängen. Bredden vid basen är 10,9 km.
Runt Mount Beerwah är det ganska glesbefolkat, med 38 invånare per kvadratkilometer.. Närmaste större samhälle är Woodford, omkring 12 kilometer sydväst om Mount Beerwah. 
I omgivningarna runt Mount Beerwah växer i huvudsak städsegrön lövskog. Genomsnittlig årsnederbörd är 1 446 millimeter. Den regnigaste månaden är januari, med i genomsnitt 281 mm nederbörd, och den torraste är september, med 33 mm nederbörd.